# Chukucythere
Chukucythere is een geslacht van kreeftachtigen uit de klasse van de Ostracoda (mosselkreeftjes).

## Soorten
- Chukucythere chiua Hu & Tao, 2008
- Chukucythere fengtaoi Hu & Tao, 2008
- Chukucythere hsiangfui Hu & Tao, 2008
- Chukucythere lianhaoi Hu & Tao, 2008
- Chukucythere matatzui Hu & Tao, 2008
- Chukucythere phytolobosa Hu & Tao, 2008
- Chukucythere picrasmia Hu & Tao, 2008
- Chukucythere wuchun Hu & Tao, 2008